# Liste des lignes d'autobus de la ville de Constance en Allemagne
Cet article contient la liste des lignes d'autobus de la ville de Constance en Allemagne.
Ces lignes sont opérées par la compagnie Stadtwerke Konstanz.

## Liste des lignes d'autobus
| Lignes    | Terminus 1                                | via… | Terminus 2                                   |
| --------- | ----------------------------------------- | --- | -------------------------------------------- |
| Ligne 1   | Staad, Fähre Constance-Meersburg          | Allmansdorf, Sternenplatz, Laube, Paradies                                                                                   | Centre Ville, Gare de Constance              |
| Ligne 2   | Wollmatingen Radolfzeller Strasse         | Friedhof, Zähringerplatz, Sternenplatz, Laube                                                                                | Centre Ville, Gare de Constance              |
| Ligne 3   | Berchengebiet                             | Friedhof, Zähringerplatz, Sternenplatz, Laube                                                                                | Centre Ville, Gare de Constance              |
| Ligne 4   | Dettingen Kinderspielplatz/Walhausen port | Walhausen, Dingelsdorf, Oberdorf, Litzelstetten, Mainau, Egg/Université, Allmansdorf, Salzberg, Zähringerplatz, Sternenplatz | Gare de Constance/Marktstätte                |
| Ligne 5   | Bodensee Stadion/Freibad Horn             | Sternenplatz, Musikerviertel, Cliniques Schmieder, Bodensee Thermes                                                          | Gare de Constance/Marktstätte                |
| Ligne 6   | Litzelstetten Purren/Wollmatingen         | Gare de Wollmatingen, Zone Industrielle, Stromeyerstasse, Sternenplatz Spanierstrasse                                        | Gare de Constance/Marktstätte                |
| Ligne 7   | Gare de Wollmatingen                      | Neuwerk, Am Seerheinufer, Sternenplatz Spanierstrasse                                                                        | Gare de Constance/Marktstätte                |
| Ligne 9A  | Université                                | Friedrichstrasse, Zähringerplatz, Sternenplatz, Paradies                                                                     | Centre Ville, Gare de Constance              |
| Ligne 9B  | Université                                | Sonnenbühlstrasse, Salzberg                                                                                                  | Centre Ville, Gare de Constance              |
| Ligne 9C  | Université                                | Friedrichstrasse | Zähringerplatz                               |
| Ligne 908 | Landschlacht                              | Seepark, Kreuzlingen Bärenplatz, Frontière Allemagne Suisse, Gare de Constance, Sternenplatz                                 | Zähringerplatz                               |
| Ligne 11  | Gare de Wollmatingen                      | Berchengebiet, Geschwister Scholl Schule, Buhlenweg                                                                          | Université                                   |
| Ligne 12  | Schwaketen Urisberg                       | Schwaketenbad, Buhlenweg, Friedhof, Zähringerplatz, Sternenplatz, Laube                                                      | Centre Ville, Gare de Constance              |
| Ligne 13  | Walhausen Linzgaublick                    | Dettingen, Wollmatingen, Friedhof, Zähringerplatz, Sternenplatz(seulement pour les missions jusqu'à Marktstätte)             | Gare de Constance/Marktstätte Zähringerplatz |
| Ligne 14  | Pfeiferhölzle                             | Friedrichstrasse, Zähringerplatz, Sternenplatz, Laube                                                                        | Centre Ville, Gare de Constance              |
| Ligne 15  | Gare de Wollmatingen                      | Zone Industrielle, Friedhof, Zähringerplatz, Salzberg, Allmansdorf                                                           | Staad, Fähre Constance-Meersburg             |